# Deuteronomos quercinaria
Deuteronomos quercinaria är en fjärilsart som beskrevs av Moritz Balthasar Borkhausen 1794. Deuteronomos quercinaria ingår i släktet Deuteronomos och familjen mätare. Inga underarter finns listade i Catalogue of Life.